# Seus Olhos
Seus Olhos é uma telenovela brasileira produzida e exibida pelo SBT entre 18 de maio a 4 de dezembro de 2004 em 171 capítulos, substituindo a novela mexicana A Outra e sendo substituída por Esmeralda.
É uma versão da telenovela mexicana La Gata, de Inés Rodena, sendo adaptada por Ecila Pedroso até o capítulo 56, Marcos Lazarini entre os capítulos 57 e 112 e Mário Viana a partir do 113, com colaboração de Aimar Labaki, Fabio Brandi Torres e Noemi Marinho, sob direção de Jacques Lagoa e Luiz Antônio Piá e direção geral de Henrique Martins.
Conta com Carla Cabral, Thierry Figueira, Petrônio Gontijo, Françoise Forton, Lu Grimaldi, Bete Coelho, 
Juan Alba e Nico Puig nos papéis principais.

## Antecedentes
Após a exibição de Canavial de Paixões, que na sua última semana de exibição, em março de 2004, teve 15 pontos de média no Ibope, o SBT buscou a novela substituta dos textos mexicanos, de seu contrato com a Televisa, as opções eram A Outra, Império de Cristal e Os Ricos Também Choram, em dezembro de 2003 foi escolhido fazer o remake de A Outra, produzida em 2002, e protagonizada por Yadhira Carrillo e Juan Soler. Em janeiro de 2004, a emissora anunciou a contratação de Mel Lisboa, de Presença de Anita, para interpretar as gêmeas protagonistas. Em fevereiro de 2004, a emissora decidiu que o remake não seria fiel ao texto mexicano e queriam contratar um roteirista que adaptasse a trama para os dias atuais e com assuntos brasileiros, mas o tempo de mudança e a verba impediram a produção e sua estreia, fazendo com que o SBT optasse pela exibição da versão original dublada. Seus Olhos estreou com a missão de recuperar a audiência que, com a importada A Outra, caiu para 8 pontos. Seus Olhos é a versão brasileira da telenovela mexicana A Gata, escrita por Inés Rodena e produzida pela Televisa em 1970. O próprio SBT já tinha apresentado outros remakes da obra, Rosa Selvagem em 1991, A Fera em 1992, ambas da Televisa, e Sombras do Passado, produzida pela Venevisión e exibida na Rede Bandeirantes em 1999. Entre 2003 e 2004, a RedeTV! exibiu Gata Selvagem.

## Enredo
Conta a história de dois jovens que se amam, mas que sofrem preconceito e intolerância devido a um passado desconhecido. Seus Olhos é dividida em três fases.

### Primeira fase
Se passa em São Paulo na década de 1980. Marina, 21 anos, ótima pintora de quadros e órfã de pai desde pequena, leva uma boa vida ao lado de sua mãe, Edite. Vítor tem muitas chances de conquistar o coração da moça. Ele é um advogado bem sucedido que trabalha numa empresa de construção naval cujo herdeiro, Tiago, também é apaixonado por Marina. Mas ela não sabe que Vitor é casado com Elaine e tem um filho de dois anos, Artur.
Edite morre, deixando Marina órfã, e esta, fragilizada, se entrega a Vítor. A situação seria melhor para ele se sua esposa não descobrisse o caso. Marina fica chocada ao saber que o "namorado" é na verdade casado e imediatamente termina o romance. Depois, se aproxima de Tiago e a amizade se transforma em amor que vira, em casamento. Flávia, amiga de Marina, casa com Sérgio na mesma época, e em ambas engravidam.
Durante os nove meses de gestação, Vítor dá um golpe que resulta na falência de sua empresa. O vice-presidente Sérgio descobre tudo e, depois de uma briga, Vítor o mata e culpa Tiago pelo ocorrido. Ele conta para Marina toda a verdade. Mas, para provar que fez tudo por amor, passa todo o dinheiro que roubou para a filha recém-nascida da moça, Renata. A mãe fica indignada. Os dois brigam e, no final, Vítor assassina Marina. Desesperado, ele procura provas para culpar Tiago, que, mesmo sendo inocente, é julgado e condenado a 30 anos de prisão.
Flávia também dá à luz uma menina, Cibele. Os destinos de Cibele e de Renata se cruzarão vinte anos depois. Renata é seqüestrada por Dirce, uma exploradora de crianças que mora na periferia da capital paulista. Rinaldo, mais conhecido como Berro e filho da exploradora, comete um assalto e é preso, fazendo companhia para Tiago na cadeia.

### Segunda fase
Começa com a passagem de oito anos. Renata continua morando com Dirce, que a explora o quanto pode. Vítor desiste de trabalhar na empresa para montar seu próprio escritório de advocacia, além de trabalhar para o crime organizado. A assistente social e socióloga Norma conhece Renata e fica comovida com as condições da menina. Cibele é criada por seus avós, em São Paulo, longe de sua mãe. Depois, Artur se namora de ela. Então ela inicia uma perseguição contra Dirce. Renata faz uma grande amizade com Artur, que lhe ensina a ler e escrever. Ela ama desenhar, dom esse herdado da falecida mãe.

### Terceira fase
Mais doze anos se passam. Renata e Artur se apaixonam. Devido à diferença social e a pedido da moça, o casal namora em segredo. Vítor e Elaine comemoram bodas de prata. Na ocasião, Artur finalmente apresenta Renata à família como sua noiva. Mas a mãe dele enlouquece e expulsa a futura nora de casa.
Vítor fica pasmo com a semelhança entre Renata e a mãe dela, e imediatamente desconfia que se trata da menina desaparecida há anos. Muito mais que conseguir recuperar "seu dinheiro", a paixão que Vítor sentia por Marina renasce na figura de Renata, que é idêntica à mãe. Assim, é formado o triângulo amoroso que envolve Vítor, Artur e Renata. Elaine sente que a história de mais de 20 anos antes se está repetindo e fará de tudo para não perder Vítor.
Artur se namora da gananciosa Cibele, chantagem tudo ao. Depois, Cibele se namora do traiçoeiro Felipe.
Renata passa a morar no loft que pertencia à sua mãe e, quando encontra o retrato que foi tirado na maternidade, aos poucos toma conhecimento da verdade. Ela e Artur terão que superar os problemas e traumas do passado e ultrapassar os obstáculos do presente para terem um romance feliz.

## Produção
As gravações de Seus Olhos começaram em abril de 2004. A trama teve o título provisório de Deus por Testemunha.
Durante a novela, Ecila Pedroso e Noemi Marinho foram substituídas por Marcos Lazarini e Aimar Labaki, este último também assumiu a supervisão de texto, ficando até o final da trama. Em julho de 2004, Marcos Lazarini foi premiado com uma bolsa de um curso de roteiro na Espanha e teve que abandonar a adaptação. Em seu lugar entraram Mário Viana e o estreante Fabio Brandi Torres.
A história foi dividida em três fases, passando pelas décadas de 80 e 90 e pelos anos 2000. A produção caprichou nos detalhes como os figurinos, e objetos de cenas, como os aparelhos de som "três-em-um" e o automóvel Escort XR3 de placa amarela - tudo muito comum e na moda na década de 80.
Apesar de se tratar de um remake das tramas mexicanas, Seus Olhos trouxe abordagem de temas específicos da realidade brasileira, como a questão do trabalho infantil no Brasil e a violência urbana. A miséria de São Paulo também foi abordada, a partir da história de Renata, personagem de Carla Regina, que é seqüestrada na maternidade e passa a ser usada para pedir esmolas, "A novela irá mostrar pessoas que vivem nas ruas", afirmou Ecila Pedroso na época da estreia. Ecila, abordou temas sociais, por meio de personagens como camelôs e prostitutas, lembrou que "Será uma novela muito mais brasileira, mas ainda terá uma estrutura central mexicana, que é o dramalhão”. A trama retratou ações positivas nessa área, a partir de Norma, assistente social vivida pela atriz Bete Coelho.
O ex-jogador Freddy Rincón fez uma participação especial na trama. Na cena, Demétrio (Luiz Carlos de Moraes) disputa uma partida contra o Berro (Nico Puig). Perdendo, Demétrio anuncia um convidado muito especial que salvará sua equipe da vergonhosa derrota. Rincón aparecerá com um capuz e, claro, leva o time à vitória.

## Elenco
| Intérprete            | Personagem                  |
| --------------------- | --------------------------- |
| Carla Cabral          | Renata Gonçalves Martinelli |
| Carla Cabral          | Marina Gonçalves (1ª fase)  |
| Thierry Figueira      | Artur Meireles              |
| Petrônio Gontijo      | Vítor Meireles              |
| Françoise Forton      | Elaine Meireles             |
| Lu Grimaldi           | Dirce Berroso               |
| Bete Coelho           | Norma                       |
| Nico Puig             | Rinaldo Berroso (Berro)     |
| Juan Alba             | Tiago Martinelli            |
| Christina Dieckmann   | Cibele Moura                |
| Raoni Carneiro        | Felipe Meireles             |
| Fábio Villa Verde     | Tito                        |
| Luiz Guilherme        | Otto Martinelli             |
| Regina Dourado        | Mafalda                     |
| Neusa Maria Faro      | Giselda Barbieri            |
| Luís Carlos de Moraes | Demétrio Barbieri           |
| Viétia Zangrandi      | Dora                        |
| Gésio Amadeu          | Bartolomeu                  |
| Cléo Ventura          | Iara                        |
| Cláudio Fontana       | Gilson Pereira              |
| Patrícia Mayo         | Araci Pereira               |
| César Pezzuoli        | Mauro                       |
| Jiddu Pinheiro        | Jucê                        |
| Rogério Márcico       | Gregório                    |
| Matheus Petinatti     | Nilo                        |
| Angela Corrêa         | Elvira                      |
| Rodolfo de Freitas    | Leonel                      |
| Bruno Giordano        | Everaldo                    |
| Jacqueline Dalabona   | Lídia                       |
| Erom Cordeiro         | Beto                        |
| Martha Meola          | Cleusa                      |
| Ademir Zanyor         | Vicente                     |
| Ricardo di Giácomo    | Tadeu                       |
| Rogério Bandeira      | Valdo                       |
| Marcelo Pio           | Tomás                       |
| Marcelo Castioni      | Téo                         |
| Thávine Ferrari       | Renata                      |
| Renan Bega            | Artur                       |
| Luccas Papp           | Nil                         |
| Rodolfo Valente       | Gilson                      |
| Julia Palmeira        | Cibele                      |
| Caique Santos         | Filipe                      |

### Participações especiais
| Intérprete          | Personagem      |
| ------------------- | --------------- |
| Bete Mendes         | Edite Gonçalves |
| Carmo Dalla Vecchia | Sérgio Moura    |
| Adriana Londoño     | Flávia Moura    |
| Marcela Muniz       | Valéria         |
| Hylka Maria         | Lena            |
| Mariza Marchetti    | Enfermeira      |
| Cleston Teixeira    | Doutor Mario    |

## Exibição
Inicialmente prevista para estrear em 10 de maio de 2004, a novela estreou em 18 de maio, dividindo o horário com A Outra que ficou no ar até 13 de agosto, em 16 de agosto estreou a quarta edição da Casa dos Artistas fazendo com que Seus Olhos, antes indo ao ar às 20h30, fosse para 20h15, e com a entrada do horário eleitoral gratuito das eleições municipais no Brasil em 2004, Seus Olhos passou para 19h45, concorrendo diretamente com a novela da Rede Globo, Da Cor do Pecado.
Outras mídias
Seus Olhos foi disponibilizada no dia 12 de Setembro de 2024 no streaming +SBT, que resgata as novelas produzidas pela emissora, na versão original com seus 171 capítulos.

## Recepção
Marina Monzillo da ISTOÉ Gente disse que Seus Olhos "conta com bons elementos em seu elenco e conflitos que prendem o telespectador, mas peca, principalmente, num quesito: a cafonice, herança mexicana da qual não consegue se livrar", escrevendo ainda que "Seus Olhos, que estreou no último dia 18, na faixa das 20h30, segue a estética brega do SBT à risca. Da abertura, com onças e labaredas, ao cenário e figurinos, tudo passa longe da classe dos folhetins globais. Até Metamorphoses, da Record, é mais elegante". A trama também foi criticada pela má iluminação.
Por outro lado, Seus Olhos recebeu elogios da crítica por conta de seus vilões, vividos por Petrônio Gontijo, Nico Puig e Lu Grimaldi. E por abordar temas da realidade nacional, como exploração do trabalho infantil, violência urbana e roubo de crianças na maternidade e a trilha sonora da MPB, com músicas de Alcione e Ana Carolina.

## Audiência
A expectativa da direção do SBT era de que Seus Olhos ficasse acima dos dois dígitos e recuperasse a audiência de Canavial de Paixões, que costumava registrar 14 pontos, após o fracasso da exibição da mexicana A Outra. Na estreia a novela marcou 8 pontos, 3 a menos que antecessora mexicana. No final da primeira semana a novela já estava marcando 6 pontos e, em 11 de junho, chegou a 5. Em 12 de agosto bateu o recorde com 12 pontos no capítulo da briga entre Nilo e Artur. A estreia do reality show Sem Saída na RecordTV no mesmo horário, porém, começou a atrapalhar a novela, que chegou a 4 pontos em 26 de outubro e um inédito terceiro lugar até então. Ao longo da segunda metade a audiência ficou entre 5 e 8 pontos.
O último capítulo marcou 12 pontos e a novela teve média geral de 7 pontos,  considerado insatisfatório pelos parâmetros da emissora na época, ficando fora dos esperados dois dígitos e saindo do ar sem conseguir repetir o sucesso de Canavial de Paixões.

## Música
- A trilha sonora de Seus Olhos foi lançada em dezembro de 2004. As músicas que fizeram parte da novela são:

1. "Este Seu Olhar" - Adryana Ribeiro (tema de abertura)
2. "O Olhar do Amor - Paula Lima (tema de Marina e tema de amor geral)
3. "Aquele Olhar" - LS Jack (tema de Renata e Artur e de Cibele e Artur)
4. "Sonhos & Pedras" - Flávio Venturini (tema de Elaine)
5. "Enquanto Houver Saudade" - Alcione (tema de Flávia)
6. "Jura Secreta" - Lucinha Lins (tema de Norma)
7. "Coração Vagabundo" - Josee Koning (tema de Dora)
8. "Malandro Rife" - Bezerra da Silva (tema de Demétrio)
9. "Vox Populi" - Ana Carolina (tema de Dirce e Berro)
10. "Blá Blá Blá" - Rouge (tema de Flávia, Marina, Renata e Valéria)
11. "Sebastiana" - Jackson do Pandeiro (tema de Araci e de locação)
12. "Tú me Acostumbraste" - Luis Miguel (tema de Tiago)
13. "Private Radio" - Vanessa Carlton

Também estava na trilha sonora a música São Paulo, Banda Vega .